# Challenge Price 398 Series
Challenge Price 398 Seriesとは2001年6月15日からマグノリアより発売されていたPCゲームソフトのシリーズ。シリーズ内の各作品はシンプルな内容ではあるものの、定価が398円と現在ほど無料で遊べるゲームが普及していなかった当時としては破格であった。

## シリーズ
- 麻雀
- 囲碁
- 将棋
- 花札
- トランプ
- ソリティア
- ダイアモンド
- リバーシ